# Ron McClure

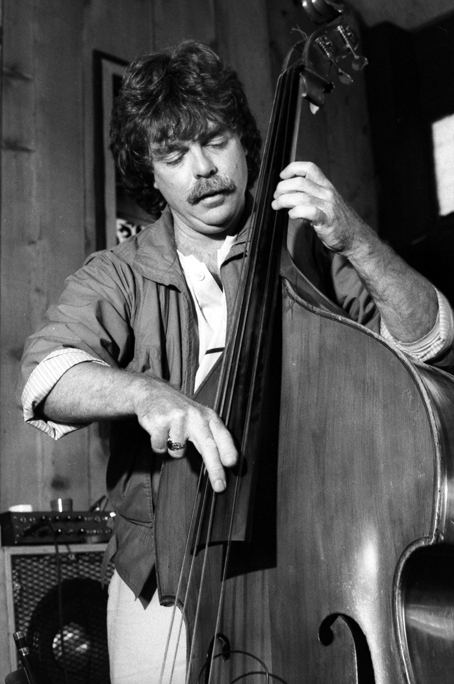
Ron Mc Clure (1987) mit Quest (Dave Liebman, Richie Beirach & Billy Hart)

Ronald Dix „Ron“ McClure (* 22. November 1941 in New Haven, Connecticut) ist ein US-amerikanischer Jazzmusiker (Kontrabass, Komponist).

## Leben und Wirken
McClure spielte ab dem 5. Lebensjahr zunächst Klavier und dann auch Akkordeon. Er wechselte in der Schulband zum Bass. Die weitere Ausbildung erfolgt am Konservatorium und an der University of Connecticut und wurde ergänzt durch ein Privatstudium bei Hall Overton und Don Sebesky. Durch Mike Mainieri kam McClure ins Sextett von Buddy Rich (1963/64). Später arbeitete er mit Maynard Ferguson, mit Herbie Mann, Don Friedman, Marian McPartland (1965/66) und Wynton Kelly. Anfang 1967 wechselte er ins Quartett von Charles Lloyd, mit dem er auch durch West- und Osteuropa tourte. 1968 spielte er mit John Handy und nahm mit Jerry Hahn auf, um dann mit Mike Nock und Michael White einer der Gründer der Gruppe The Fourth Way zu sein, mit der er auch auf dem Newport Jazz Festival und dem Montreux Jazz Festival 1970 auftrat. Im Weiteren war er an der Aufnahme von Escalator over the Hill beteiligt und arbeitete mit Joe Henderson, Dionne Warwick, Gary Burton, Thelonious Monk, Keith Jarrett und Tony Bennett. Zwischen 1974 und 1976 war er Mitglied von Blood, Sweat & Tears; in dieser Zeit war er auch an Michael Mantlers Aufnahme von Silence beteiligt. Anschließend spielte er bei Jack DeJohnette, Dave Liebman, Attila Zoller und George Russell. Mitte der 1980er wirkte er bei Al Di Meola, Michel Petrucciani und Paul Bley.
Mit Richie Beirach und Adam Nussbaum bildete McClure Ende der 1980er Jahre ein Trio, das teilweise um John Abercrombie erweitert wurde. Seit den 1990er Jahren traten neben die Arbeit mit eigenen Gruppen und Quest auch Projekte mit Karlheinz Miklin und Fritz Pauer, Randy Brecker, Lee Konitz, Richie Beirach und Rick Margitza.

## Diskographische Hinweise

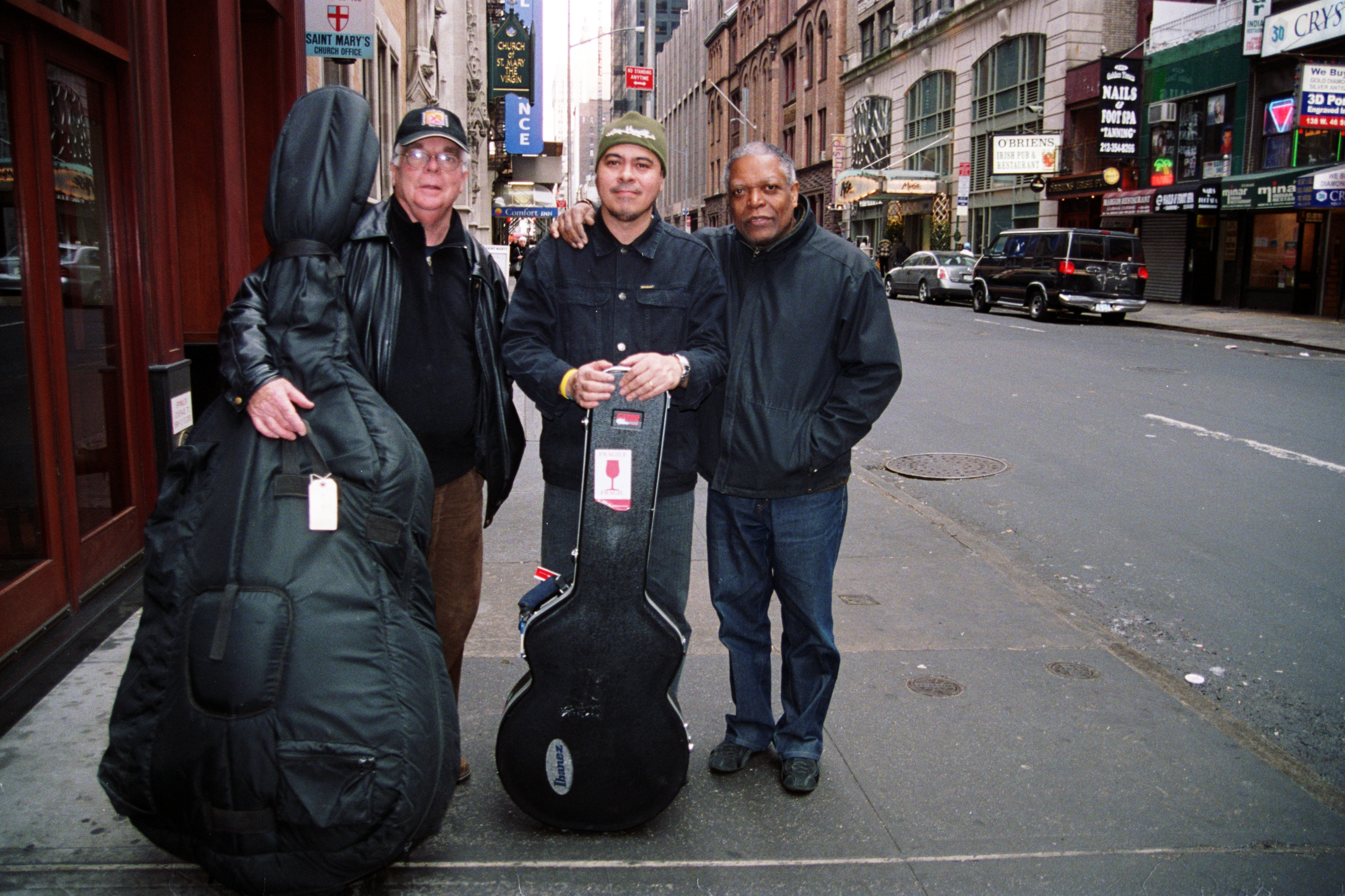
Ron Mc Clure (links) mit Johnny Alegre (Mitte) und Billy Hart (rechts), 2011

- Ron McClure Trio: Yesterday’s Tomorrow (EPC, 1989, mit John Abercrombie, Aldo Romano)
- Ron McClure Quartet: Pink Cloud (Naxos Jazz, 1996) mit Rick Margitza, Jon Davis, Jeff Williams
- Ron McClure Sextet: Double Triangle (Naxos Jazz, 1999) mit Tim Hagans, Conrad Herwig, Richard Perry, Marc Copland, Billy Hart
- Crunch Time: Introducing Gabe Terracciano, Mike Eckroth, Shareef Taher (Steeple Chase 2012)
- Ron McClure: Lucky Sunday (Steeplechase, 2019)

## Lexikalische Einträge
- Martin Kunzler: Jazz-Lexikon. Band 2: M–Z (= rororo-Sachbuch. Bd. 16513). 2. Auflage. Rowohlt, Reinbek bei Hamburg 2004, ISBN 3-499-16513-9.